# Elvis Costello/Diskografie
Diese Diskografie ist eine Übersicht über die musikalischen Werke des britischen Musikers Elvis Costello. Den Schallplattenauszeichnungen zufolge hat er bisher mehr als 6,1 Millionen Tonträger verkauft. Seine erfolgreichste Veröffentlichung ist das Debütalbum My Aim Is True mit über 1,1 Millionen verkauften Einheiten.

## Alben

### Studioalben
| Jahr | Titel Musiklabel Katalog-Nr.                                | Höchstplatzierung, Gesamtwochen, AuszeichnungChartplatzierungen (Jahr, Titel, Musiklabel Katalog-Nr., Platzierungen, Wochen, Auszeichnungen, Anmerkungen) | Höchstplatzierung, Gesamtwochen, AuszeichnungChartplatzierungen (Jahr, Titel, Musiklabel Katalog-Nr., Platzierungen, Wochen, Auszeichnungen, Anmerkungen) | Höchstplatzierung, Gesamtwochen, AuszeichnungChartplatzierungen (Jahr, Titel, Musiklabel Katalog-Nr., Platzierungen, Wochen, Auszeichnungen, Anmerkungen) | Höchstplatzierung, Gesamtwochen, AuszeichnungChartplatzierungen (Jahr, Titel, Musiklabel Katalog-Nr., Platzierungen, Wochen, Auszeichnungen, Anmerkungen) | Höchstplatzierung, Gesamtwochen, AuszeichnungChartplatzierungen (Jahr, Titel, Musiklabel Katalog-Nr., Platzierungen, Wochen, Auszeichnungen, Anmerkungen) | Anmerkungen                                                                                       |
| Jahr | Titel Musiklabel Katalog-Nr.                                | DE | AT | CH | UK | US | Anmerkungen                                                                                       |
| ---- | ----------------------------------------------------------- | --- | --- | --- | --- | --- | ------------------------------------------------------------------------------------------------- |
| 1977 | My Aim Is True Stiff SEEZ 3 / Columbia 35037                | — | — | — | UK14 Silber · (12 Wo.)UK | US32 Platin · (36 Wo.)US | Erstveröffentlichung: 22. Juli 1977 Platz 168 der Rolling-Stone-500                               |
| 1978 | This Year’s Model Radar RAD 3 / Columbia 35331              | — | — | — | UK4 Gold · (14 Wo.)UK | US30 Gold · (17 Wo.)US | Erstveröffentlichung: 17. März 1978 mit The Attractions Platz 98 der Rolling-Stone-500            |
| 1979 | Armed Forces Radar RAD 14 / Columbia 35709                  | — | — | — | UK2 Platin · (28 Wo.)UK | US10 Gold · (17 Wo.)US | Erstveröffentlichung: 5. Januar 1979 mit The Attractions Platz 482 der Rolling-Stone-500          |
| 1980 | Get Happy! F-Beat XXLP1 / Columbia 36347                    | — | — | — | UK2 Gold · (14 Wo.)UK | US11 (15 Wo.)US | Erstveröffentlichung: 15. Februar 1980 mit The Attractions                                        |
| 1981 | Trust F-Beat XXLP 11 / Columbia 37051                       | — | — | — | UK9 (7 Wo.)UK | US28 (15 Wo.)US | Erstveröffentlichung: 23. Januar 1981 mit The Attractions                                         |
| 1981 | Almost Blue F-Beat XXLP 13 / Columbia 37562                 | — | — | — | UK7 Gold · (18 Wo.)UK | US50 (13 Wo.)US | Erstveröffentlichung: 23. Oktober 1981 mit The Attractions                                        |
| 1982 | Imperial Bedroom F-Beat XXLP 17 / Columbia 38157            | — | — | — | UK6 (12 Wo.)UK | US30 (25 Wo.)US | Erstveröffentlichung: 2. Juli 1982 mit The Attractions Platz 166 der Rolling-Stone-500            |
| 1983 | Punch the Clock F-Beat XXLP 19 / Columbia 38897             | — | — | — | UK3 (13 Wo.)UK | US24 (24 Wo.)US | Erstveröffentlichung: 5. August 1983 mit The Attractions                                          |
| 1984 | Goodbye Cruel World F-Beat ZL 70317 / Columbia 39429        | — | — | — | UK10 Silber · (10 Wo.)UK | US35 (21 Wo.)US | Erstveröffentlichung: 18. Juni 1984 mit The Attractions                                           |
| 1986 | King of America F-Beat ZL 70496 / Columbia 40173            | — | — | — | UK11 Silber · (10 Wo.)UK | US39 (18 Wo.)US | Erstveröffentlichung: 21. Februar 1986 als The Costello Show feat. The Attractions & Confederates |
| 1986 | Blood & Chocolate Imp XFIEND 80 / Columbia 40518            | — | — | — | UK16 Gold · (5 Wo.)UK | US84 (11 Wo.)US | Erstveröffentlichung: 15. September 1986 mit The Attractions                                      |
| 1989 | Spike Warner WX 238 / Warner 25848                          | — | — | — | UK5 Gold · (16 Wo.)UK | US32 Gold · (25 Wo.)US | Erstveröffentlichung: 6. Februar 1989                                                             |
| 1991 | Mighty Like a Rose Warner WX 419 / Warner 26575             | — | — | CH35 (2 Wo.)CH | UK5 Silber · (6 Wo.)UK | US55 (7 Wo.)US | Erstveröffentlichung: 14. Mai 1991                                                                |
| 1991 | G.B.H. Demon                                                | — | — | — | — | — | Erstveröffentlichung: Juli 1991 mit Richard Harvey                                                |
| 1993 | The Juliet Letters Warner 2451 802 / Warner 45180           | — | — | — | UK18 (3 Wo.)UK | US125 (8 Wo.)US | Erstveröffentlichung: 19. Januar 1993 mit dem Brodsky Quartet                                     |
| 1994 | Brutal Youth Warner 2455 352 / Warner 45535                 | — | — | CH40 (1 Wo.)CH | UK2 Silber · (6 Wo.)UK | US34 (10 Wo.)US | Erstveröffentlichung: 8. März 1994 mit The Attractions                                            |
| 1995 | Kojak Variety Warner 2459 032 / Warner 45903                | — | — | — | UK21 (3 Wo.)UK | US102 (3 Wo.)US | Erstveröffentlichung: 9. Mai 1995 Coveralbum                                                      |
| 1996 | All This Useless Beauty Warner 2461 982 / Warner 46198      | — | — | — | UK28 (5 Wo.)UK | US53 (5 Wo.)US | Erstveröffentlichung: 14. Mai 1996 mit The Attractions                                            |
| 1998 | Painted from Memory Mercury 538 002-2                       | — | — | — | UK32 Silber · (5 Wo.)UK | US78 (6 Wo.)US | Erstveröffentlichung: 29. September 1998 mit Burt Bacharach                                       |
| 2001 | For the Stars Deutsche Grammophon 4695302                   | DE59 (5 Wo.)DE | — | — | UK67 (2 Wo.)UK | — | Erstveröffentlichung: 10. April 2001 mit Anne Sofie von Otter                                     |
| 2002 | When I Was Cruel Mercury 5868292 / Island 586775            | DE60 (3 Wo.)DE | AT73 (2 Wo.)AT | CH58 (5 Wo.)CH | UK17 Silber · (5 Wo.)UK | US20 (9 Wo.)US | Erstveröffentlichung: 23. April 2002                                                              |
| 2003 | North Deutsche Grammophon 9809656 / 000999                  | DE84 (2 Wo.)DE | — | — | UK44 (1 Wo.)UK | US57 (3 Wo.)US | Erstveröffentlichung: 23. September 2003                                                          |
| 2004 | The Delivery Man Lost Highway 9863727 / Lost Highway 002593 | DE100 (1 Wo.)DE | — | — | UK73 (1 Wo.)UK | US40 (4 Wo.)US | Erstveröffentlichung: 21. September 2004 mit The Imposters                                        |
| 2004 | Il Sogno Deutsche Grammophon                                | — | — | — | — | — | Erstveröffentlichung: 21. September 2004 mit London Symphony Orchestra & Michael Tilson Thomas    |
| 2006 | The River in Reverse Verve 985 605-7                        | — | — | — | UK97 (1 Wo.)UK | US103 (3 Wo.)US | Erstveröffentlichung: 6. Juni 2006                                                                |
| 2008 | Momofuku Lost Highway / Universal                           | — | — | — | — | US59 (1 Wo.)US | Erstveröffentlichung: 22. April 2008 mit The Imposters                                            |
| 2009 | Secret, Profane and Sugarcane Hearmusic 7231280 / Universal | — | — | — | UK71 (1 Wo.)UK | US13 (6 Wo.)US | Erstveröffentlichung: 9. Juni 2009                                                                |
| 2010 | National Ransom Concord/Decca 7232142                       | — | — | — | UK71 (1 Wo.)UK | US39 (2 Wo.)US | Erstveröffentlichung: 25. Oktober 2010                                                            |
| 2013 | Wise Up Ghost (And Other Songs 2013) Blue Note 3744054      | DE29 (2 Wo.)DE | AT48 (1 Wo.)AT | CH12 (4 Wo.)CH | UK28 (2 Wo.)UK | US16 (4 Wo.)US | Erstveröffentlichung: 17. September 2013 mit Roots                                                |
| 2018 | Look Now Concord                                            | DE32 (2 Wo.)DE | AT21 (2 Wo.)AT | CH37 (1 Wo.)CH | UK14 (2 Wo.)UK | US46 (1 Wo.)US | Erstveröffentlichung: 12. Oktober 2018 mit The Imposters; Grammy (Pop)                            |
| 2020 | Hey Clockface Concord                                       | DE91 (1 Wo.)DE | — | CH88 (1 Wo.)CH | UK39 (1 Wo.)UK | — | Erstveröffentlichung: 30. Oktober 2020                                                            |
| 2022 | The Boy Named If EMI                                        | DE41 (2 Wo.)DE | AT47 (2 Wo.)AT | CH15 (3 Wo.)CH | UK6 (1 Wo.)UK | US200 (1 Wo.)US | Erstveröffentlichung: 14. Januar 2022 mit The Imposters                                           |

grau schraffiert: keine Chartdaten aus diesem Jahr verfügbar

### Livealben
| Jahr | Titel Musiklabel                        | Höchstplatzierung, Gesamtwochen, AuszeichnungChartplatzierungen (Jahr, Titel, Musiklabel, Platzierungen, Wochen, Auszeichnungen, Anmerkungen) | Höchstplatzierung, Gesamtwochen, AuszeichnungChartplatzierungen (Jahr, Titel, Musiklabel, Platzierungen, Wochen, Auszeichnungen, Anmerkungen) | Höchstplatzierung, Gesamtwochen, AuszeichnungChartplatzierungen (Jahr, Titel, Musiklabel, Platzierungen, Wochen, Auszeichnungen, Anmerkungen) | Höchstplatzierung, Gesamtwochen, AuszeichnungChartplatzierungen (Jahr, Titel, Musiklabel, Platzierungen, Wochen, Auszeichnungen, Anmerkungen) | Höchstplatzierung, Gesamtwochen, AuszeichnungChartplatzierungen (Jahr, Titel, Musiklabel, Platzierungen, Wochen, Auszeichnungen, Anmerkungen) | Anmerkungen                                                     |
| Jahr | Titel Musiklabel                        | DE | AT | CH | UK | US | Anmerkungen                                                     |
| ---- | --------------------------------------- | --- | --- | --- | --- | --- | --------------------------------------------------------------- |
| 2006 | My Flame Burns Blue Deutsche Grammophon | — | — | — | — | US188 (1 Wo.)US | Erstveröffentlichung: 28. Februar 2006 mit dem Metropole Orkest |

Weitere Livealben
- 1978: Live at the El Mocambo
- 1995: Deep Dead Blue
- 1996: Costello & Nieve (mit Steve Nason)
- 2010: Live at Hollywood High
- 2012: The Return of the Spectacular Spinning Songbook

### Kompilationen
| Jahr | Titel Musiklabel Katalog-Nr.                                      | Höchstplatzierung, Gesamtwochen, AuszeichnungChartplatzierungen (Jahr, Titel, Musiklabel Katalog-Nr., Platzierungen, Wochen, Auszeichnungen, Anmerkungen) | Höchstplatzierung, Gesamtwochen, AuszeichnungChartplatzierungen (Jahr, Titel, Musiklabel Katalog-Nr., Platzierungen, Wochen, Auszeichnungen, Anmerkungen) | Höchstplatzierung, Gesamtwochen, AuszeichnungChartplatzierungen (Jahr, Titel, Musiklabel Katalog-Nr., Platzierungen, Wochen, Auszeichnungen, Anmerkungen) | Höchstplatzierung, Gesamtwochen, AuszeichnungChartplatzierungen (Jahr, Titel, Musiklabel Katalog-Nr., Platzierungen, Wochen, Auszeichnungen, Anmerkungen) | Höchstplatzierung, Gesamtwochen, AuszeichnungChartplatzierungen (Jahr, Titel, Musiklabel Katalog-Nr., Platzierungen, Wochen, Auszeichnungen, Anmerkungen) | Anmerkungen                                                |
| Jahr | Titel Musiklabel Katalog-Nr.                                      | DE | AT | CH | UK | US | Anmerkungen                                                |
| ---- | ----------------------------------------------------------------- | --- | --- | --- | --- | --- | ---------------------------------------------------------- |
| 1980 | Taking Liberties Columbia 36839                                   | — | — | — | — | US28 (14 Wo.)US | Erstveröffentlichung: November 1980                        |
| 1985 | The Man – The Best of Elvis Costello Telstar STAR 2247            | — | — | — | UK8 (29 Wo.)UK | — | Erstveröffentlichung: April 1985 mit The Attractions       |
| 1985 | The Best of Elvis Costello & the Attractions Columbia 40101       | — | — | — | — | US116 Platin · (16 Wo.)US | Erstveröffentlichung: November 1985 mit The Attractions    |
| 1989 | Girls, Girls, Girls Demon DFIEND 160                              | — | — | — | UK67 (1 Wo.)UK | — | Erstveröffentlichung: Oktober 1989                         |
| 1994 | The Very Best of Elvis Costello and the Attractions Demon DPAM 13 | — | — | — | UK57 Gold · (5 Wo.)UK | — | Erstveröffentlichung: 25. Oktober 1994 mit The Attractions |
| 1999 | The Very Best of Elvis Costello Universal 5464902                 | — | — | — | UK4 Gold · (16 Wo.)UK | — | Erstveröffentlichung: 21. September 1999                   |
| 2002 | Cruel Smile Island 063388                                         | — | — | — | — | US180 (1 Wo.)US | Erstveröffentlichung: 1. Oktober 2002                      |
| 2007 | The Best of Elvis Costello – The First 10 Years Hip-O             | — | — | — | UK— GoldUK | US110 (1 Wo.)US | Erstveröffentlichung: 1. Mai 2007                          |
| 2015 | Unfaithful Music & Soundtrack Album Universal                     | — | — | — | UK96 (1 Wo.)UK | — | Erstveröffentlichung: 23. Oktober 2015                     |
| 2023 | The Songs of Bacharach & Costello Universal Music Group           | DE62 (1 Wo.)DE | — | CH90 (1 Wo.)CH | — | — | Erstveröffentlichung: 3. März 2023 mit Burt Bacharach      |

grau schraffiert: keine Chartdaten aus diesem Jahr verfügbar
Weitere Kompilationen
- 1980: Ten Bloody Marys & Ten How's Your Fathers (UK: Silber)
- 1987: Out of Our Idiot (UK: Silber)
- 1990: The Best of Elvis Costello and the Attractions
- 1997: Extreme Honey
- 2007: Rock and Roll Music
- 2010: Pomp & Pout: The Universal Years
- 2012: In Motion Pictures

## Singles
| Jahr | Titel Album                                            | Höchstplatzierung, Gesamtwochen, AuszeichnungChartplatzierungen (Jahr, Titel, Album, Platzierungen, Wochen, Auszeichnungen, Anmerkungen) | Höchstplatzierung, Gesamtwochen, AuszeichnungChartplatzierungen (Jahr, Titel, Album, Platzierungen, Wochen, Auszeichnungen, Anmerkungen) | Höchstplatzierung, Gesamtwochen, AuszeichnungChartplatzierungen (Jahr, Titel, Album, Platzierungen, Wochen, Auszeichnungen, Anmerkungen) | Höchstplatzierung, Gesamtwochen, AuszeichnungChartplatzierungen (Jahr, Titel, Album, Platzierungen, Wochen, Auszeichnungen, Anmerkungen) | Höchstplatzierung, Gesamtwochen, AuszeichnungChartplatzierungen (Jahr, Titel, Album, Platzierungen, Wochen, Auszeichnungen, Anmerkungen) | Anmerkungen                                                                                  |
| Jahr | Titel Album                                            | DE | AT | CH | UK | US | Anmerkungen                                                                                  |
| ---- | ------------------------------------------------------ | --- | --- | --- | --- | --- | -------------------------------------------------------------------------------------------- |
| 1977 | Watchin’ the Detectives My Aim Is True                 | — | — | — | UK15 (11 Wo.)UK | — | Erstveröffentlichung: 14. Oktober 1977 Platz 318 der Rolling-Stone-500                       |
| 1978 | (I Don’t Wanna Go To) Chelsea This Year’s Model        | — | — | — | UK16 (10 Wo.)UK | — | Erstveröffentlichung: 3. März 1978 mit The Attractions                                       |
| 1978 | Pump It Up This Year’s Model                           | — | — | — | UK24 (10 Wo.)UK | — | Erstveröffentlichung: 10. Juni 1978 mit The Attractions Rock and Roll Hall of Fame           |
| 1978 | Radio, Radio This Year’s Model                         | — | — | — | UK29 (7 Wo.)UK | — | Erstveröffentlichung: 20. Oktober 1978 mit The Attractions                                   |
| 1979 | Oliver’s Army Armed Forces                             | — | — | — | UK2 Gold · (12 Wo.)UK | — | Erstveröffentlichung: 2. Februar 1979 mit The Attractions                                    |
| 1979 | Accidents Will Happen Armed Forces                     | — | — | — | UK28 (8 Wo.)UK | — | Erstveröffentlichung: 4. Mai 1979 mit The Attractions                                        |
| 1980 | I Can’t Stand Up for Falling Down Get Happy            | — | — | — | UK4 (8 Wo.)UK | — | Erstveröffentlichung: 8. Februar 1980 mit The Attractions                                    |
| 1980 | Hi Fidelity Get Happy                                  | — | — | — | UK30 (5 Wo.)UK | — | Erstveröffentlichung: 4. April 1980 mit The Attractions                                      |
| 1980 | New Amsterdam Get Happy                                | — | — | — | UK36 (6 Wo.)UK | — | Erstveröffentlichung: 13. Juni 1980 mit The Attractions                                      |
| 1980 | Clubland Trust                                         | — | — | — | UK60 (4 Wo.)UK | — | Erstveröffentlichung: 12. Dezember 1980 mit The Attractions                                  |
| 1981 | A Good Year for the Roses Almost Blue                  | — | — | — | UK6 (11 Wo.)UK | — | Erstveröffentlichung: September 1981 mit The Attractions                                     |
| 1981 | Sweet Dreams Almost Blue                               | — | — | — | UK42 (8 Wo.)UK | — | Erstveröffentlichung: Dezember 1981 mit The Attractions                                      |
| 1982 | I’m Your Toy Almost Blue                               | — | — | — | UK51 (3 Wo.)UK | — | Erstveröffentlichung: 1982 mit The Attractions                                               |
| 1982 | Your Little Fool Imperial Bedroom                      | — | — | — | UK52 (3 Wo.)UK | — | Erstveröffentlichung: 18. Juni 1982 mit The Attractions                                      |
| 1982 | Man Out of Time Imperial Bedroom                       | — | — | — | UK58 (2 Wo.)UK | — | Erstveröffentlichung: 30. Juli 1982 mit The Attractions                                      |
| 1982 | From Head to Toe –                                     | — | — | — | UK43 (4 Wo.)UK | — | Erstveröffentlichung: 1982 mit The Attractions                                               |
| 1982 | Party Party Party Party (Soundtrack)                   | — | — | — | UK48 (6 Wo.)UK | — | Erstveröffentlichung: 1982 mit The Attractions                                               |
| 1983 | Pills and Soap Punch the Clock                         | — | — | — | UK16 (4 Wo.)UK | — | Erstveröffentlichung: 1983 mit The Attractions                                               |
| 1983 | Everyday I Write the Book Punch the Clock              | — | — | — | UK28 (8 Wo.)UK | US36 (14 Wo.)US | Erstveröffentlichung: 1983 mit The Attractions                                               |
| 1983 | Let Them All Talk Punch the Clock                      | — | — | — | UK59 (2 Wo.)UK | — | Erstveröffentlichung: September 1983 mit The Attractions                                     |
| 1984 | Peace in Our Time Goodbye Cruel World                  | — | — | — | UK48 (3 Wo.)UK | — | Erstveröffentlichung: 1984 mit The Attractions                                               |
| 1984 | I Wanna Be Loved Goodbye Cruel World                   | — | — | — | UK25 (6 Wo.)UK | — | Erstveröffentlichung: Juni 1984 mit The Attractions                                          |
| 1984 | The Only Flame in Town Goodbye Cruel World             | — | — | — | UK71 (4 Wo.)UK | US56 (9 Wo.)US | Erstveröffentlichung: August 1984 mit The Attractions                                        |
| 1985 | Green Shirt Goodbye Cruel World                        | — | — | — | UK68 (5 Wo.)UK | — | Erstveröffentlichung: April 1985 mit The Attractions                                         |
| 1986 | Don’t Let Me Be Misunderstood King of America          | — | — | — | UK33 (4 Wo.)UK | — | Erstveröffentlichung: Januar 1986 als The Costello Show feat. The Attractions & Confederates |
| 1986 | Tokyo Storm Warning Blood and Chocolate                | — | — | — | UK73 (3 Wo.)UK | — | Erstveröffentlichung: August 1986 mit The Attractions                                        |
| 1989 | Veronica Spike                                         | — | — | — | UK31 (6 Wo.)UK | US19 (14 Wo.)US | Erstveröffentlichung: 20. Februar 1989                                                       |
| 1989 | Baby Plays Around Spike                                | — | — | — | UK65 (2 Wo.)UK | — | Erstveröffentlichung: Mai 1989                                                               |
| 1991 | The Other Side of Summer Mighty Like a Rose            | — | — | — | UK43 (4 Wo.)UK | — | Erstveröffentlichung: April 1991                                                             |
| 1994 | Sulky Girl Brutal Youth                                | — | — | — | UK22 (4 Wo.)UK | — | Erstveröffentlichung: 21. Februar 1994                                                       |
| 1994 | 13 Steps Lead Down Brutal Youth                        | — | — | — | UK59 (2 Wo.)UK | — | Erstveröffentlichung: 18. April 1994                                                         |
| 1994 | You Tripped at Every Step Brutal Youth                 | — | — | — | UK83 (1 Wo.)UK | — | Erstveröffentlichung: 1994                                                                   |
| 1994 | London’s Brilliant Parade Brutal Youth                 | — | — | — | UK48 (2 Wo.)UK | — | Erstveröffentlichung: 11. November 1994                                                      |
| 1996 | It’s Time All This Useless Beauty                      | — | — | — | UK58 (1 Wo.)UK | — | Erstveröffentlichung: April 1996 mit The Attractions                                         |
| 1996 | Little Atoms All This Useless Beauty                   | — | — | — | UK87 (1 Wo.)UK | — | Erstveröffentlichung: 1996 mit The Attractions                                               |
| 1996 | The Other End of the Telescope All This Useless Beauty | — | — | — | UK86 (1 Wo.)UK | — | Erstveröffentlichung: 15. Juli 1996 mit The Attractions                                      |
| 1996 | All This Useless Beauty                                | — | — | — | UK94 (1 Wo.)UK | — | Erstveröffentlichung: 1996 mit The Attractions                                               |
| 1999 | Toledo Painted from Memory                             | — | — | — | UK72 (1 Wo.)UK | — | Erstveröffentlichung: 1999 mit Burt Bacharach                                                |
| 1999 | She Notting Hill (Soundtrack)                          | — | — | — | UK19 Silber · (11 Wo.)UK | — | Erstveröffentlichung: 1999                                                                   |
| 2002 | Tear Off Your Own Head When I Was Cruel                | — | — | — | UK58 (2 Wo.)UK | — | Erstveröffentlichung: 2002                                                                   |
| 2002 | 45 When I Was Cruel                                    | — | — | — | UK92 (1 Wo.)UK | — | Erstveröffentlichung: 2002                                                                   |

Weitere Singles
- 1977: Less Than Zero
- 1977: Alison (Platz 318 der Rolling-Stone-500)
- 1977: (The Angels Wanna Wear My) Red Shoes
- 1979: (What’s so Funny ’Bout) Peace, Love and Understanding (Platz 284 der Rolling-Stone-500)
- 1981: From a Whisper to a Scream
- 1981: Watch Your Step
- 1985: The Peoples Limousine (mit T Bone Burnett als The Coward Brothers)
- 1986: Seven Day Weekend
- 1986: Loveable
- 1986: I Want You
- 1987: Blue Chair
- 1987: A Town Called Big Nothing
- 1989: This Town...
- 1991: So Like Candy
- 1993: Jacksons, Monk & Rowe
- 1996: Distorted Angel
- 1996: You Bowed Down
- 1999: I Still Have That Other Girl (mit Burt Bacharach, Grammy für Pop Vocal Collaboration)
- 2004: Monkey to Man
- 2005: Brilliant Mistake
- 2008: No Hiding Place
- 2008: Go Away
- 2009: Complicated Shadows
- 2010: National Ransom

## Statistik

### Chartauswertung
|                     | DE    | AT    | CH    | UK     | US     |
| ------------------- | ----- | ----- | ----- | ------ | ------ |
| Nummer-eins-Alben   | DE—DE | AT—AT | CH—CH | UK—UK  | US—US  |
| Top-10-Alben        | DE—DE | AT—AT | CH—CH | UK14UK | US1US  |
| Alben in den Charts | DE9DE | AT4AT | CH8CH | UK34UK | US33US |

|                       | DE    | AT    | CH    | UK     | US    |
| --------------------- | ----- | ----- | ----- | ------ | ----- |
| Nummer-eins-Singles   | DE—DE | AT—AT | CH—CH | UK—UK  | US—US |
| Top-10-Singles        | DE—DE | AT—AT | CH—CH | UK3UK  | US—US |
| Singles in den Charts | DE—DE | AT—AT | CH—CH | UK41UK | US3US |

### Auszeichnungen für Musikverkäufe
| Goldene Schallplatte - Australien - 1982: für das Album Armed Forces - Kanada - 1978: für das Album My Aim Is True - 1979: für das Album This Year’s Model - 1980: für das Album Get Happy! - Neuseeland - 1980: für das Album Armed Forces - Spanien - 2025: für die Single She | Platin-Schallplatte - Kanada - 1979: für das Album Armed Forces |

Anmerkung: Auszeichnungen in Ländern aus den Charttabellen bzw. Chartboxen sind in ebendiesen zu finden.
| Land/RegionAuszeichnungen für Musikverkäufe (Land/Region, Auszeichnungen, Verkäufe, Quellen) | Silber       | Gold       | Platin     | Verkäufe  | Quellen                   |
| -------------------------------------------------------------------------------------------- | ------------ | ---------- | ---------- | --------- | ------------------------- |
| Australien (ARIA)                                                                            | —            | Gold1      | —          | 20.000    | Einzelnachweise           |
| Kanada (MC)                                                                                  | —            | 3× Gold3   | Platin1    | 250.000   | musiccanada.com           |
| Neuseeland (RMNZ)                                                                            | —            | Gold1      | —          | 10.000    | aotearoamusiccharts.co.nz |
| Spanien (Promusicae)                                                                         | —            | Gold1      | —          | 30.000    | elportaldemusica.es       |
| Vereinigte Staaten (RIAA)                                                                    | —            | 3× Gold3   | 2× Platin2 | 3.500.000 | riaa.com                  |
| Vereinigtes Königreich (BPI)                                                                 | 10× Silber10 | 9× Gold9   | Platin1    | 2.340.000 | bpi.co.uk                 |
| Insgesamt                                                                                    | 10× Silber10 | 18× Gold18 | 4× Platin4 |           |                           |